# Michal Šlesingr
Michal Šlesingr (fil), född 3 februari 1983 i Ústi nad Orlicí, är en tjeckisk före detta 
skidskytt. 
Šlesingr debuterade i världscupen 2003 men det var först under säsongen 2006/07 som han nådde sin första pallplacering, vid VM i Antholz där han blev trea i distanstävlingen och tvåa i sprinttävlingen. Under sin karriär vann Šlesingr en gång i världscupsammanhang, den 16 mars 2008 i masstart.

## Världscupsegrar (individuellt)
| Datum        | Plats        | Land  | Disciplin |
| ------------ | ------------ | ----- | --------- |
| 16 mars 2008 | Holmenkollen | Norge | Masstart  |